# Food Truck Race Panamá
Food Truck Race Panamá fue un programa de televisión, emitido por las cadenas panameñas Telemetro y Mall TV entre el 25 de abril y el 23 de mayo de 2019. El formato estuvo presentado por el cocinero y jurado de Top Chef Panamá Rubén Ortega-Vieto y el jurado lo formaron el cocinero y músico de banda Fulvio Miranda-Vieto, el cocinero Carlos Alba, "Chombolín" y el vlogero gastronómico, emprendedor y sumelier Jorge Chanis Barahona.

## Formato
Se trató de un talent show culinario en el que los concursantes compitieron para elaborar los mejores platos de comida rápida en caravanas conocidas, en lengua inglesa, como Food truck. Los concursantes contaron con un equipo de un socio o dos/tres/cuatro/cinco socios en una caravana de diez Food trucks. Cada semana, los concursantes y sus equipos enfrentan cada desafío que les implanten los miembros del jurado, y los últimos concursantes y sus equipos de Food trucks quedarán eliminados.

## Participantes
| Food truck          | Representante/s                  | Procedencia               | Resultado Final                       |        |
| ------------------- | -------------------------------- | ------------------------- | ------------------------------------- | ------ |
| Butcher’s Truck     | Luis Pérez                       | San Francisco             | Ganadores por otra ronda de desempate | [ 7 ]  |
| Kr3w3               | Bhansi Melwani                   | Ciudad de Panamá          | 2.º lugar por otra ronda de desempate |        |
| The Cooking Machine | Diego Roa                        | San Francisco             | Semifinalistas Eliminados 16/05/2019  | [ 8 ]  |
| tBier Klooster      | Davis Master                     | Bella Vista               | Semifinalistas Eliminados 16/05/2019  | [ 9 ]  |
| PorSuPuerco         | Abdielitoh Troy Jorge Jurado     | Panamá Este               | Semifinalistas Eliminados 16/05/2019  |        |
| Tacos Cholula       | Berian Gobeil                    | San Francisco             | 2.os eliminados 09/05/2019            |        |
| Old School Diner    | Juan Villaverde Jorge Villaverde | San Miguelito             | 2.os eliminados 09/05/2019            |        |
| El Refine           | Robert Núñez                     | San Francisco             | 1.os eliminados 02/05/2019            |        |
| Ma´ Mamie           | Charlie Lucien Sindy Torres      | Talence, Francia          | 1.os eliminados 02/05/2019            | [ 10 ] |
| The Wolf Truck      | Jorge A. Wolfschoon              | Cerro Viento, Panama City | 1.os eliminados 02/05/2019            | [ 11 ] |

## Seguimiento de la caravana
|                     | #1         | #2         | #3         | #4           |
| ------------------- | ---------- | ---------- | ---------- | ------------ |
| Butcher’s           | Salvados   | Salvados   | Finalistas | Ganadores    |
| Kr3w3               | Salvados   | Salvados   | Finalistas | Subcampeones |
| The Cooking Machine | Salvados   | Condenados | Terceros   |              |
| tBier Klooster      | Salvados   | Condenados | Cuartos    |              |
| PorSuPuerco         | Condenados | Salvados   | Quintos    |              |
| Tacos Cholula       | Salvados   | Eliminados |            |              |
| Old School Diner    | Salvados   | Eliminados |            |              |
| El Refine           | Eliminados |            |            |              |
| Ma´ Mamie           | Eliminados |            |            |              |
| The Wolf            | Eliminados |            |            |              |

#### Posiciones
| Butcher’s           | 6°  | 2°    | 2° | 1° |
| Kr3w3               | 2°  | 3°    | 1° | 2° |
| The Cooking Machine | 5°  | 4°/5° | 3° |    |
| tBier Klooster      | 1°  | 4°/5° | 4° |    |
| PorSuPuerco         | 7°  | 1°    | 5° |    |
| Tacos Cholula       | 3°  | 6°    |    |    |
| Old School Diner    | 4°  | 7°    |    |    |
| El Refine           | 8°  |       |    |    |
| Ma´ Mamie           | 9°  |       |    |    |
| The Wolf            | 10° |       |    |    |

- El número en dorado significa que el Food truck fue el primer lugar en el ciclo.
- El número en verde significa que el Food truck fue el segundo lugar en el ciclo.
- El número en rojo significa que el Food truck fue eliminado.
- El espacio en pastel significa que el Food truck empató con el otro Food truck pasando a ser duelista y ganador del duelo de desempate y continúa en la competencia.

### Participantes en competencias anteriores
| Charlie Lucien | Calle 7 Panamá DécimoCuarta Temporada | 2019 | Abandona |

## Transmisión en línea
Todos los episodios desde la primera temporada están disponibles en Medcom GO. De igual forma, es transmitido en directo en el canal de YouTube de C11 Films y el Facebook de Telemetro. También está disponible en Pluto TV.